# Al-Shuhayl
Al-Shuhayl (tiếng Ả Rập: الشحيل) là một thị trấn của Syria nằm ở quận Deir ez-Zor, Deir ez-Zor. Theo Cục Thống kê Trung ương Syria (CBS), Al-Shuhayl có dân số 14.005 trong cuộc điều tra dân số năm 2004.